# ТЕЦ Джубайль (SADAF)
27°3′27″ пн. ш. 49°35′22″ сх. д. / 27.05750° пн. ш. 49.58944° сх. д.
ТЕЦ Джубайль (SADAF) — теплова електростанція на сході Саудівської Аравії, яка обслуговує нафтохімічний завод компанії SADAF.
З 1984-го в центрі саудівської нафтохімічної промисловості Джубайлі діє виробничий майданчик компанії SADAF. У середині 2000-х його доповнили теплоелектроцентраллю, яка має дві газові турбіни потужністю по 125 МВт. Відпрацьовані ними гази живлять два котли-утилізатори, здатні в сукупності продукувати 510 тонн пари на годину.
Станцію спорудила Jubail Energy Company (JEC), власниками якої з частками 75 % та 25 % є National Power Company (належить саудівським групам Al-Zamil та El-Seif) і CMS Generation Company. SADAF без оплати постачає JEC необхідний для роботи ТЕЦ природний газ та платить за використання потужності.